# Abandonia
Abandonia es un sitio web de abandonware, que se centra principalmente en videojuegos de ordenador y distribución de videojuegos para el sistema MS-DOS.
Abandonia también cuenta con una sección de música y una lista de Abandonware, una continua base de datos expandida de más de 4.600 juegos incluyendo información acerca de sus editores, fechas de lanzamiento y si de acuerdo al conocimiento del personal, el software es vendido, protegido o abandonado. Esta lista es una suma total de la investigación y preguntas realizadas por el equipo del sitio, con fuentes incluyendo, pero sin limitar a MobyGames, Wikipedia y Home of the Underdogs.
Abandonia Reloaded (a veces referido como "AR" o simplemente "Reloaded") es un proyecto hermano de Abandonia, que se centra en los juegos freeware.
Cada juego mostrado está acompañado de un conjunto de capturas de pantalla, comentarios por escrito y corrección por los miembros. Como los sitios sin fines de lucro, tanto Abandonia y Abandonia Reloaded son proyectos impulsados por la comunidad. Con la excepción de que los juegos destacados, todo el contenido disponible en los sitios es creado por su comunidad como un esfuerzo voluntario. Ambos también disponen de un sistema progresivo de evaluación del juego, en el que la calidad del juego es evaluado no solo por el crítico, sino también por los visitantes.